# 萊恩·普萊斯利
湯瑪斯·萊恩·普萊斯利（英語：Thomas Ryan Pressly，1988年12月15日—），為美國職棒大聯盟的投手，目前效力於芝加哥小熊。他先前曾效力過明尼蘇達雙城和休士頓太空人。2007年美國職棒大聯盟選秀，他在第11輪被紅襪隊選走。隔年他透過規則五選秀被雙城隊選中。他在2013年登上大聯盟，2019年和2021年入選明星賽。

## 職業生涯

### 波士頓紅襪
紅襪隊在2007年大聯盟選秀會上於第11輪354順位選進普萊斯利，而他也選擇和球隊簽約。普萊斯利起初在小聯盟是擔任先發投手，不過在2012年轉型成為後援。那年他在2A繳出2.93的防禦率。

### 明尼蘇達雙城
2012年球季結束後，雙城隊透過規則五選秀從紅襪隊選進普萊斯利。他在2013年4月4日登上大聯盟，並主投1局無失分。該年他出賽49場比賽，拿下3勝3敗，防禦率3.87。
2014年，普萊斯利先待在3A。後來他在7月23日登上大聯盟，拿下2勝0敗，防禦率2.86。
2015年，普萊斯利跟去年一樣先待在3A，再於季中上到大聯盟。7月4日，他因為背闊肌受傷而休息15天。8月中他因為進行復健導致球季報銷。該年他拿下3勝2敗，防禦率2.93。
2016年，球隊讓他擔任布局投手。7月31日，他拿下大聯盟首次救援成功。這年他拿下6勝7敗，防禦率3.70。2017年，普萊斯利在前3個月陷入低潮。在拿下1勝2敗，防禦率9.50的糟糕數據後，他回到了3A。最後他在球季末順利回歸，整年拿下2勝3敗，防禦率4.70。
2018年，普萊斯利出賽51場比賽，拿下1勝1敗，防禦率3.40。

### 休士頓太空人
2018年7月27日，雙城隊將普萊斯利交易到太空人，換來Jorge Alcalá和Gilberto Celestino。剩餘球季他在太空人繳出0.77的防禦率，讓許多人認為太空人做了一筆完美的交易。
2019年，普萊斯利和太空人簽下2年1,750萬美元的延長合約。該年他拿下2勝3敗，防禦率2.32，並拿下3次救援成功。而他拿下31次中繼成功為大聯盟最多。
2020年，他拿下1勝3敗，防禦率3.43，另有12次救援成功。

## 外部連結
- 球員資訊和成績在MLB ，ESPN ，Retrosheet ，Baseball Reference ，Baseball Reference (Minors) ，Fangraphs ，The Baseball Cube （英文）